# Comuna Kalmîkivka, Starobilsk
Kalmîkivka (în ucraineană Калмиківка) este o comună în raionul Starobilsk, regiunea Luhansk, Ucraina, formată din satele Kalmîkivka (reședința), Krînîcikî, Levadne și Novodonbaske.

## Demografie
Componența lingvistică a comunei Kalmîkivka
     Ucraineană (89,04%)
     Rusă (10,34%)
     Alte limbi (0,1%)
Conform recensământului din 2001, majoritatea populației comunei Kalmîkivka era vorbitoare de ucraineană (89,04%), existând în minoritate și vorbitori de rusă (10,34%).